# Lokvica (Makedonszki Brod)
Lokvica (macedónul: Локвица) település Észak-Macedóniában, a Délnyugati körzet Makedonszki Brod-i járásában.

## Népesség
| Lakosok száma | 781  | 868  | 870  | 567  | 208  | 132  | 119  | 99   | 72   |
|               | 1948 | 1953 | 1961 | 1971 | 1981 | 1991 | 1994 | 2002 | 2021 |

2002-ben 99 lakosa volt, akik mindannyian macedónok.